# Clubiona producta
Clubiona producta là một loài nhện trong họ Clubionidae.
Loài này thuộc chi Clubiona. Clubiona producta được Raymond Robert Forster miêu tả năm 1979.